# Nigrum Pullum
Nigrum Pullum (deutsch als Schwarze Erde oder auch als Schwarzes Hähnchen übersetzbar) war der Name eines römischen Auxiliarkastells nebst Hafenanlage und Zivilsiedlung (Vicus) am Niedergermanischen Limes, der 2021 zum UNESCO-Weltkulturerbe erhobenen wurde. Die Relikte der ehemaligen Garnison liegen auf dem Gebiet von Zwammerdam, einem Dorf der Gemeinde Alphen aan den Rijn in der niederländischen Provinz Südholland.
Außer durch das Kastell ist die Ortschaft in der Provinzialrömischen Archäologie vor allem durch die römischen Schiffsfunde von Zwammerdam bekannt geworden.

## Lage, Quellen und Forschungsgeschichte

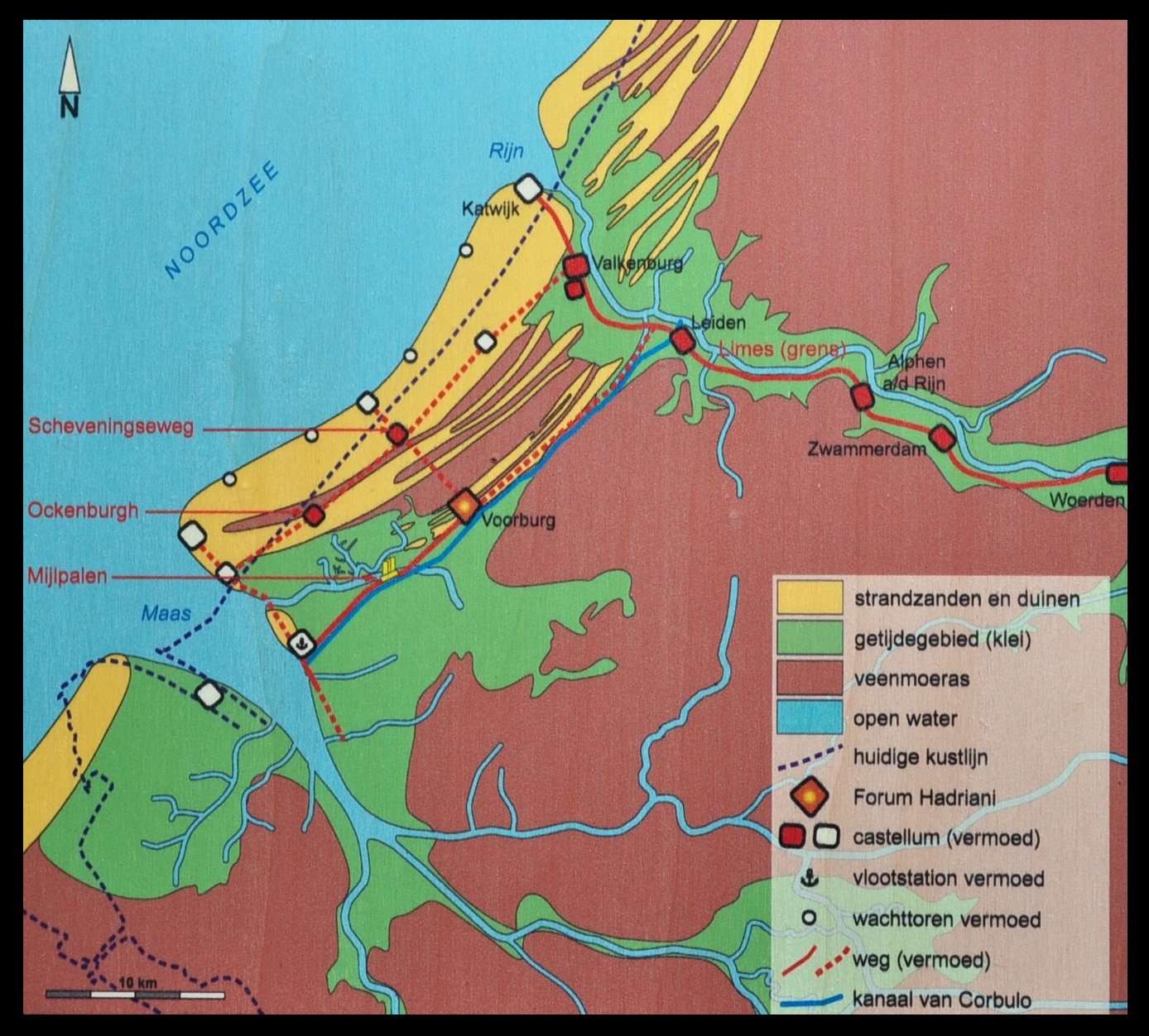
Geologisch-topographische Situation im Mündungsgebiet des Rheines im 2. Jh.

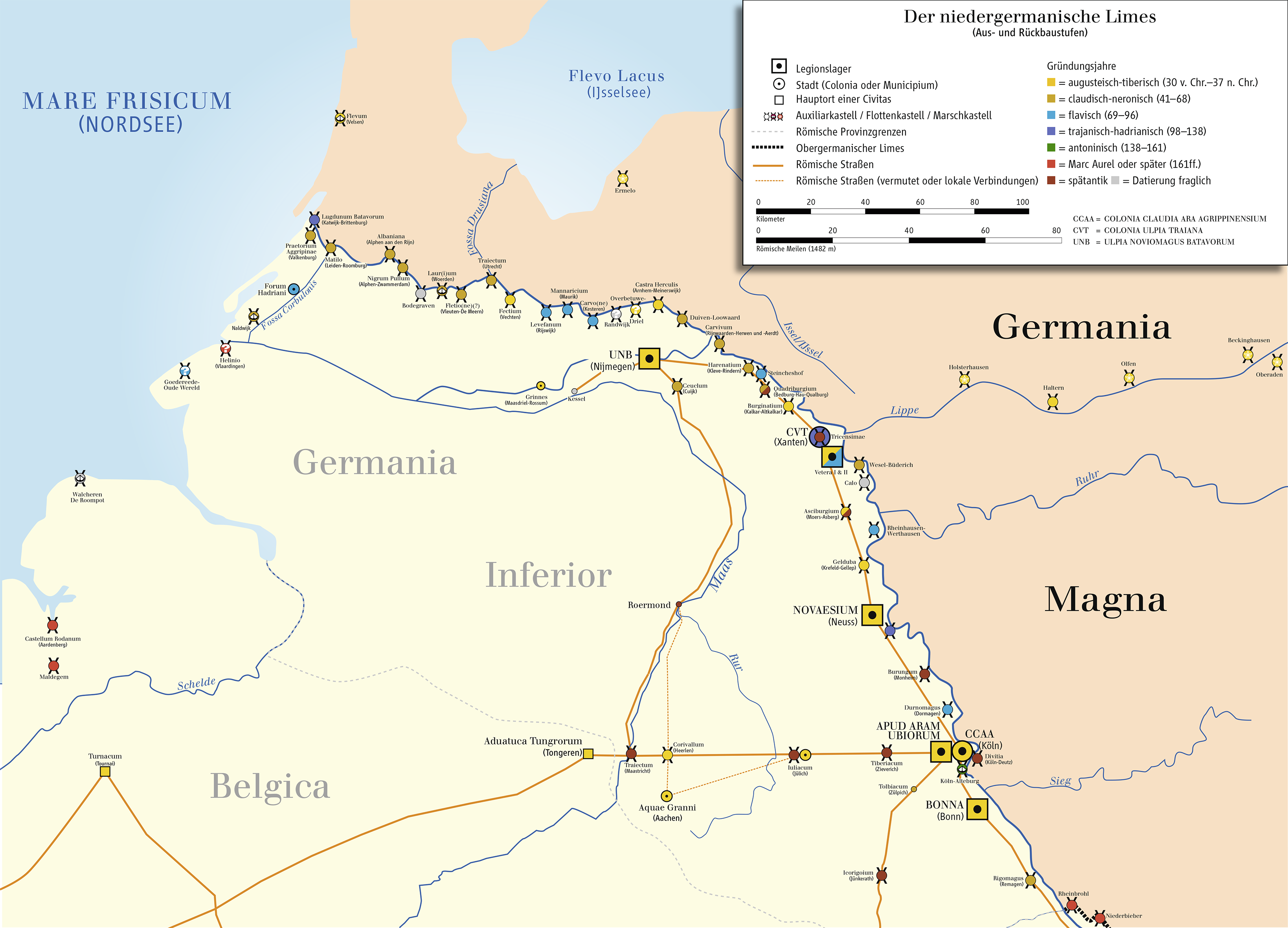
Nigrum Pullum im Verlauf des Niedergermanischen Limes

In antiker Zeit kontrollierte das Kastell die Mündung des Flüsschens De Meije in den Oude Rijn. Die De Meije war insofern von militärischer Bedeutung, als sie einen Wasserweg durch das nördliche Moor darstellte. Auffällig ist in diesem Zusammenhang, dass sich der Lagerplatz (wie auch der des westlich benachbarten Kastells Albaniana) entgegen römischen Gepflogenheiten unmittelbar gegenüber der Flussmündung befand und nicht auf dem nur wenig weiter entfernt gelegenen, höheren Terrain. Dies wirft umso mehr Fragen auf, als sich beide Militärlager in einem Gebiet befanden, in dem sich der durch die Nordsee verursachte Tidenhub des Rheines schon deutlich bemerkbar gemacht haben muss. Der antike Name Nigrum Pullum ist durch die Tabula Peutingeriana überliefert. In der heutigen Siedlungstopographie befindet sich das Bodendenkmal am südlichen Rande eines Neubaugebietes, rund einen Kilometer westlich des Ortszentrums von Zwammerdam. Das mit nur 1,0 Hektar (in der ersten Holz-Erde-Bauphasen) bzw. 1,2 Hektar (in der zweiten Holz-Erde-Bauphase und in der Steinbauphase) Grundfläche zu den kleinsten Auxiliarkastellen des Niedergermanischen Limes gehörende Lager wurde in den Jahren 1968 bis 1972 durch das Instituut voor Prae- en Protohistorie (I.P.P.) der Universiteit van Amsterdam unter der Leitung von Willem Glasbergen weitestgehend erforscht. Durch die mit der Freilegung des ersten Schiffsfundes im Dezember 1971 beginnende Entdeckung der sechs römischen Schiffe von Zwammerdam verlängerten sich die Arbeiten schließlich noch bis zum Jahr 1974.

## Befunde, Funde, Interpretationen und Geschichte

Grundriss des Kastells Nigrum Pullum in der Periode III mit den Positionen der vorgelagerten Schiffswracks

Die bei den archäologischen Ausgrabungen festgestellte, sehr kleine Grundfläche lässt als belegende Truppengattung maximal eine Kohorte Infanteristen zu. Nun ist zwar inschriftlich die Cohors XV voluntariorum civium Romanorum (15. Kohorte freiwilliger römischer Bürger) nachgewiesen, andererseits sprechen die Inschriften von mindestens drei verschiedenen Turmae, den mit rund 30 bis 33 Reitern kleinsten Einheiten der römischen Kavallerie. Zudem ist bei dieser Kohorte, die nach der Clades Variana ausgehoben worden war und die Zeit ihres Bestehens in Niedergermanien operierte, inschriftlich auch in Praetorium Agrippinae (Valkenburg), Matilo (Leiden) und in Laurium (Woerden) erscheint. Es ist nicht geklärt, ob sie zwischen diesen Standorten wechselte, Vexillationen auf die einzelnen Standorte verteilte oder eventuell sogar nur ihre Ziegel zu anderen Standorten transportierte und welches ihr eigener oder zumindest Hauptstandort war. Dieses inschriftliche Nebeneinander in Verbindung mit der geringen Lagerfläche legt die Vermutung nahe, es könne sich bei der Besatzung des Zwammerdammer Lagers möglicherweise um eine gemischte Vexillatio verschiedener Truppenteile gehandelt haben, deren Stärke unterhalb der einer Kohorte gelegen haben könnte, womit die geringe Lagerfläche erklärt wäre. In diesem Zusammenhang könnte auch der dritte Inschriftentyp aus Nigrum Pullum stehen. Bei diesem handelt es sich um ein Ritz-Graffito auf einer Terra-sigillata-Scherbe, das auf die in Vetera (und mit einer Vexillatio in Ulpia Noviomagus Batavorum) stationierte Legio XXX Ulpia Victrix verweist. Wenn man nicht unterstellen will, dass eine Abordnung dieser Legion als reiner Bautrupp nach Zwammerdam geschickt worden war oder als Besatzung einer nur wenige hundert Meter östlich des Lagers befindlichen Benefiziarierstation diente, bleibt ebenfalls nur die Möglichkeit, dass sie die in Nigrum Pullum stationierte Vexillatio verstärkte. Alternativ wurde noch die Vermutung geäußert, dass es sich lediglich in der ersten Bauphase um ein gemischtes Vexillationskastell gehandelt habe und dass in den beiden folgenden Phasen Teile einer Cohors quingenaria equitata (teilberittene Infanteriekohorte) in Nigrum Pullum stationiert gewesen seien.

### Periode I (47 bis 69)
Insgesamt konnten vier verschiedene Bauphasen festgestellt werden. Das Kastell wurde als reines Holz-Erde-Lager vermutlich unter der Statthalterschaft des Gnaeus Domitius Corbulo im Jahre 47 oder kurz danach zur Verstärkung der Rheinfront angelegt. Über die Struktur dieses ersten Lagers ist nur wenig bekannt. Zum Fundmaterial dieser Periode gehören Waffen, militärische Bronzen, doppelkonische Schleudersteine und ein Ziegelstempel mit der Inschrift TRA. Dieses Lager bestand über zwanzig Jahre, ehe es während des Bataveraufstandes 69/70 verwüstet und durch Feuer vernichtet wurde. Im Anschluss blieb der Platz für ein Jahrzehnt lang militärisch ungenutzt.

### Periode II (um 80 bis um 175)
Um das Jahr 80 wurde ein neuerliches Holz-Erde-Kastell errichtet. Dieses Lager besaß eine rechteckige Form mit breiter Prätorialfront (rund 140 m mal 83 m). Es war von einem 3,5 Meter breiten Holz-Erde-Wall geschützt, vor dem sich ein doppeltes Grabensystem befand. Im inneren Graben konnten Spuren von Lilia nachgewiesen werden. Das Kastell der Periode II besaß nur drei Zugänge, die Porta decumana (rückwärtiges Kastelltor) fehlte. Vor der Porta principalis dextra (rechtes Seitentor) und der Porta principalis sinistra (linkes Seitentor) erstreckte sich der zivile Vicus. Um das Jahr 150 wurde das Kastell erneuert und teilweise umgebaut.

### Periode III (um 175 bis um 260/275)
Um 175 schließlich wurde das Kastell geringfügig vergrößert (140,6 m mal 86 m) und in Stein ausgeführt, wobei durch die Umbauarbeiten an den beiden seitlichen Flanken der Vicus teilweise weichen musste. Diese Umbaumaßnahmen wurden mit einer Reorganisation der Grenze nach größeren Einfällen der Chauken (um 173) in Zusammenhang gebracht. Das Lager wurde mit drei statt bisher zwei Verteidigungsgräben umgeben. Der innere Graben war 5,00 m breit und besaß teilweise einen flachen Boden, der mittlere Graben war 3,35 m breit und in Form einer fossa Punica („Punischer Graben“) gestaltet. Bei der fossa Punica war die dem Feind zugewandte Böschung des Grabens deutlich steiler eingetieft als die zum Lager hin weisende. Bei dem äußeren Graben schließlich handelte es sich um einen einfachen Spitzgraben mit einer Breite von 2,50 m. Zu den bisherigen drei Lagertoren wurde der Neubau mit einem zusätzlichen vierten, rückwärtigen Zugang (der Porta decumana) versehen.
Von den Innenbauten der Periode III konnten nur die Principia festgestellt und untersucht werden. Es handelte sich bei diesen um ein im Verhältnis zur Grundfläche des Kastells mit 42 m mal 27 m (= 1134 m² = knapp 10 % der Gesamtfläche) recht groß geratenes Gebäude, das über einen weitläufigen Innenhof (Atrium) mit Säulengang, Appellhalle, Fahnenheiligtum und vier weitere Räumlichkeiten verfügte.
In den Jahren 260 bis 275 wurde das Kastell niedergebrannt und anschließend aufgelassen. Die letzte Fundmünze wurde unter Severus Alexander (222 bis 235) oder vielleicht von Tacitus (275 bis 276) geprägt, die Keramik der letzten Periode entspricht der von Niederbieber (190 bis 260).

Gebäuderekonstruktionen von Stevie Heru (Xinas)
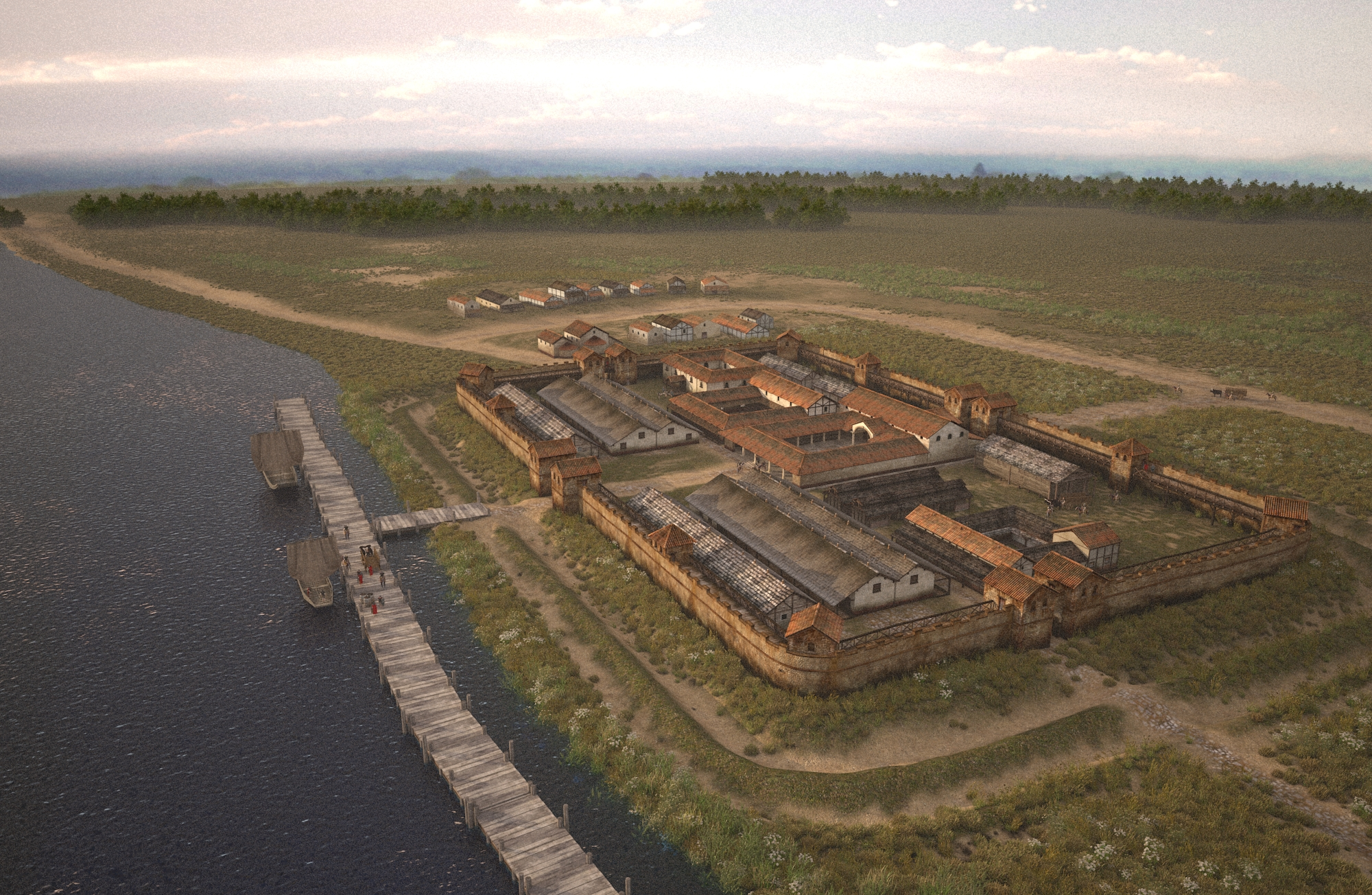
Vogelflugperspektive der Periode II
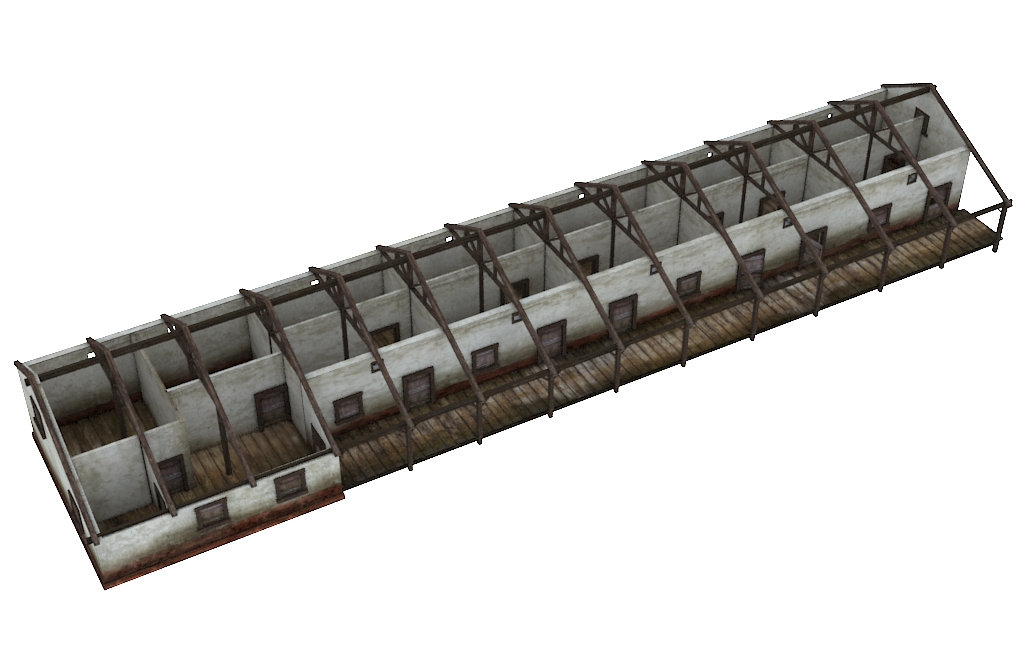
Zenturienbaracke mit zehn Contubernien und dem Kopfbau des Centurios
Blick auf die gesamten Principia
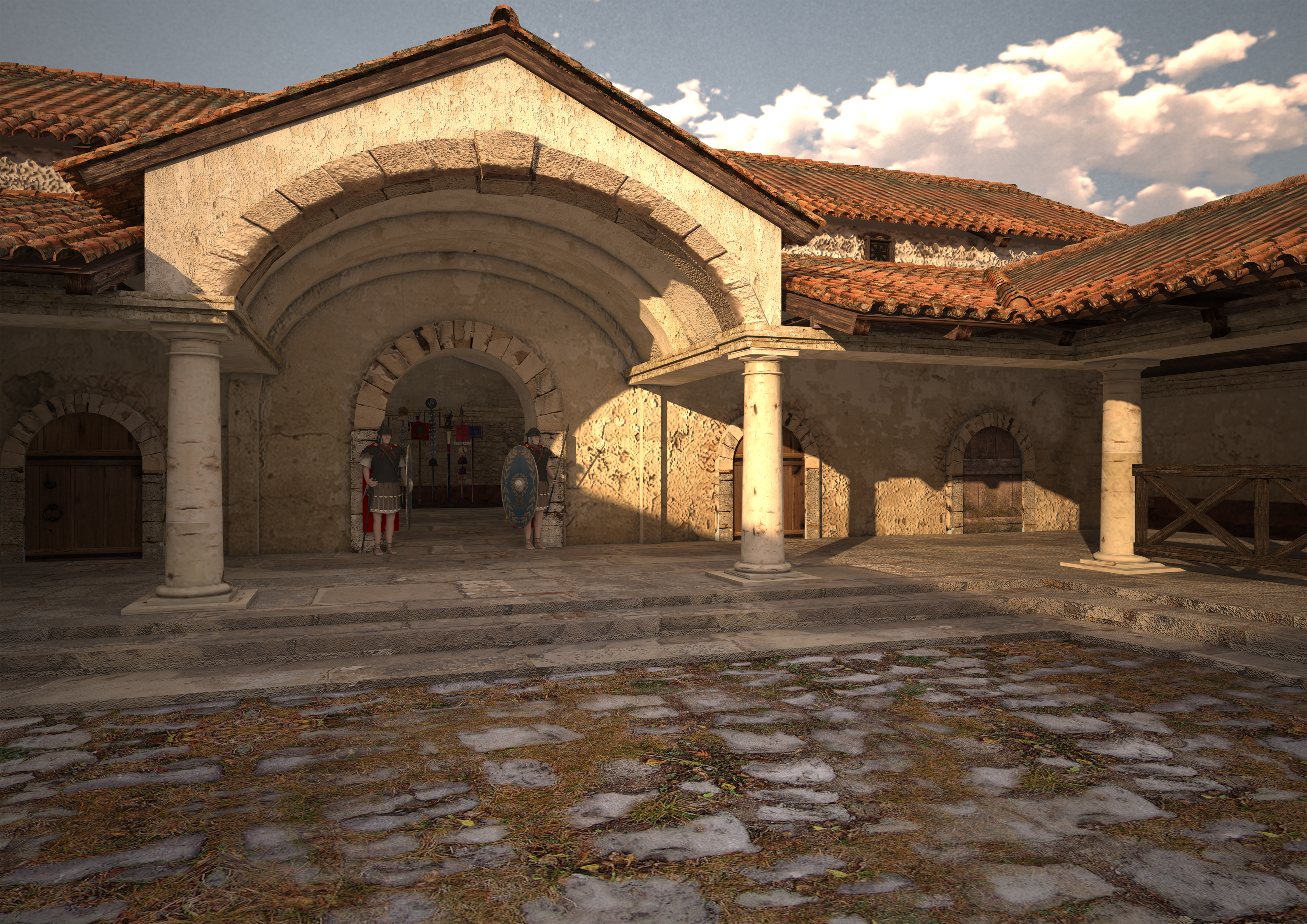
Principia, Blick vom Innenhof auf das Fahnenheiligtum.
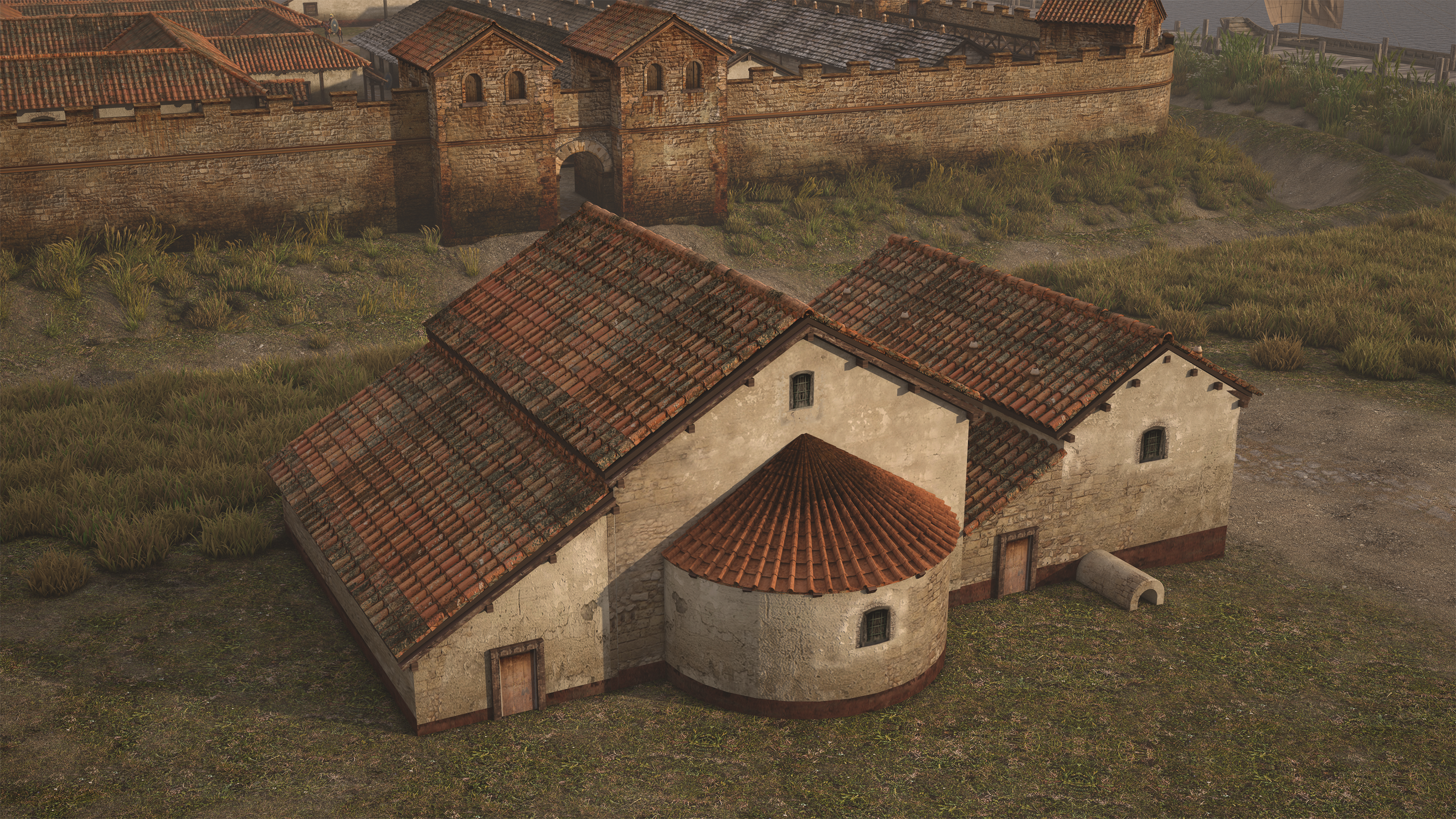
Außerhalb des Kastells gelegenes Badegebäude.

### Auxiliarvicus
Nordwestlich und südöstlich des Lagers erstreckte sich der Vicus, die zivile Siedlung, die bei nahezu jedem länger bestehenden römischen Militärlager anzutreffen ist und in der sich Angehörige der Soldaten sowie Mitglieder des Trosses wie Handwerker, Händler, Gastwirte, Prostituierte und andere Dienstleister niederließen. Die beiden Teile des Vicus befanden sich an den befestigten Ausfallwegen, die von der Porta principalis dextra und der Porta principalis sinistra aus dem Kastell hinaus führten und dieses an die Römische Rheintalstraße anbanden.
Ein südlich, unmittelbar außerhalb des Lagers angetroffenes, auf einem Fundament aus Holzpfählen und Kies ruhendes Steingebäude wurde als Kastellthermen angesprochen, die sowohl den Militärs als auch den Bewohnern des Vicus zur Freizeitgestaltung zur Verfügung standen.

Zivile Funde aus Nigrum Pullum
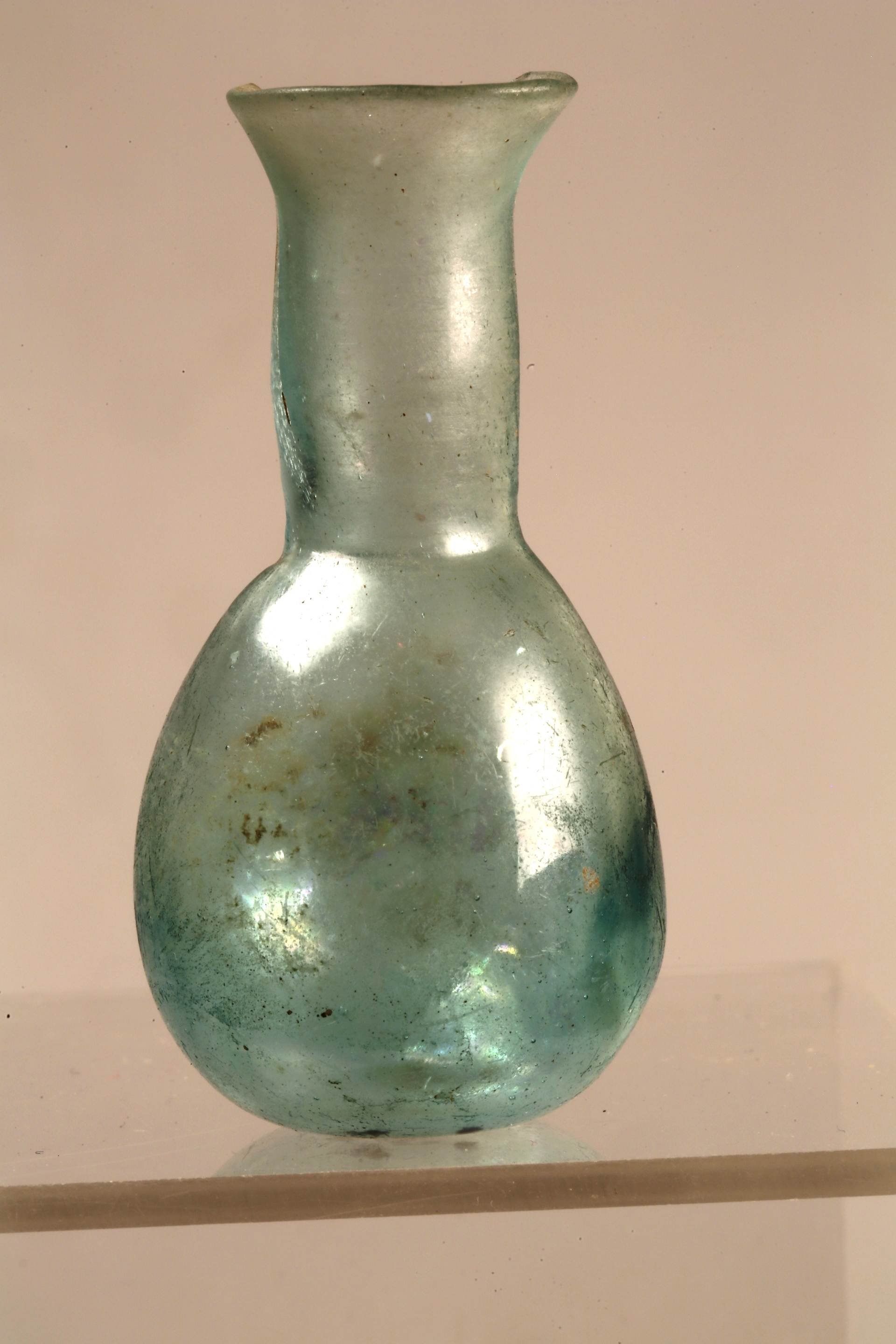
Gläsernes Parfümfläschchen
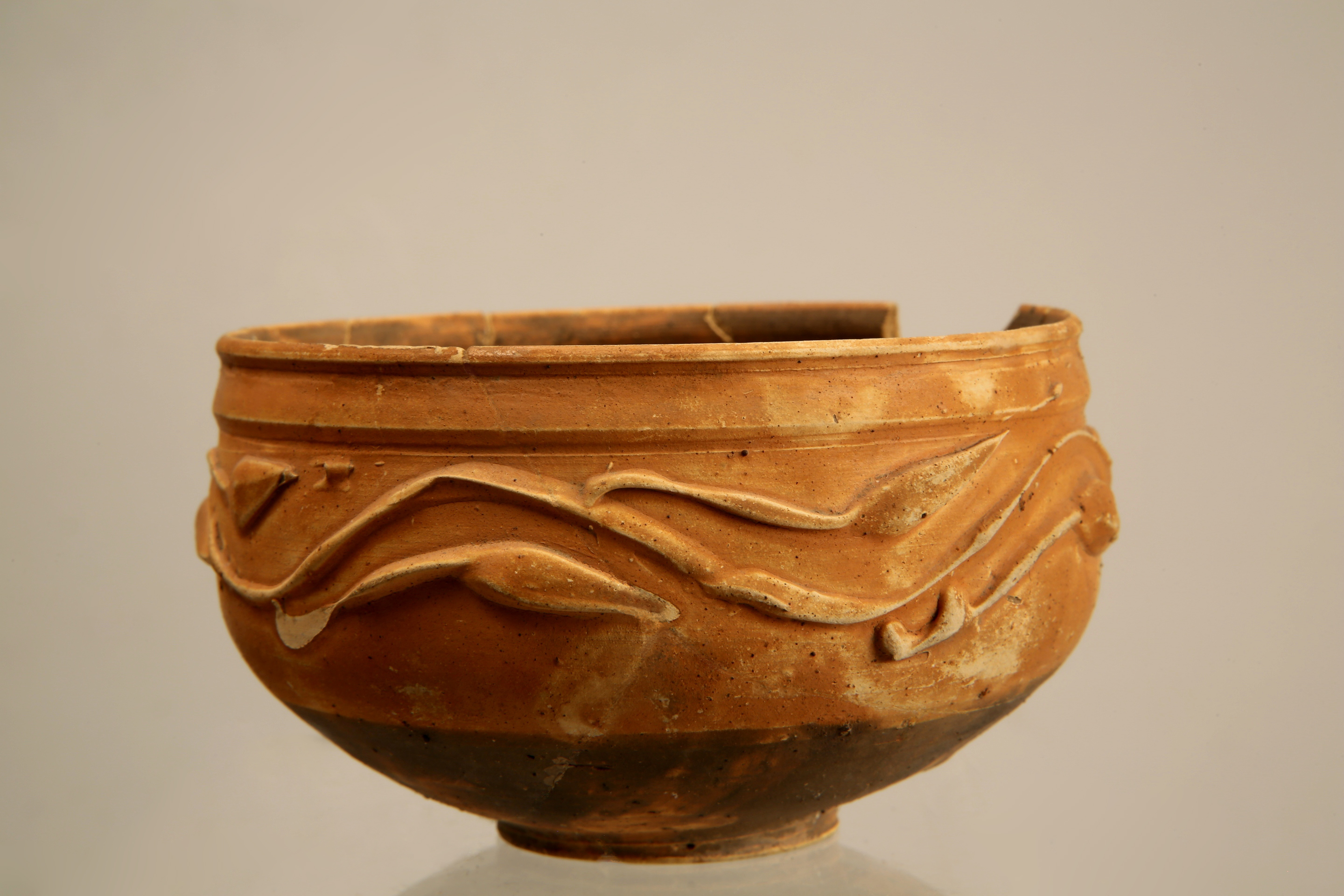
Barbotine-Gefäß vom Typ Stuart 16
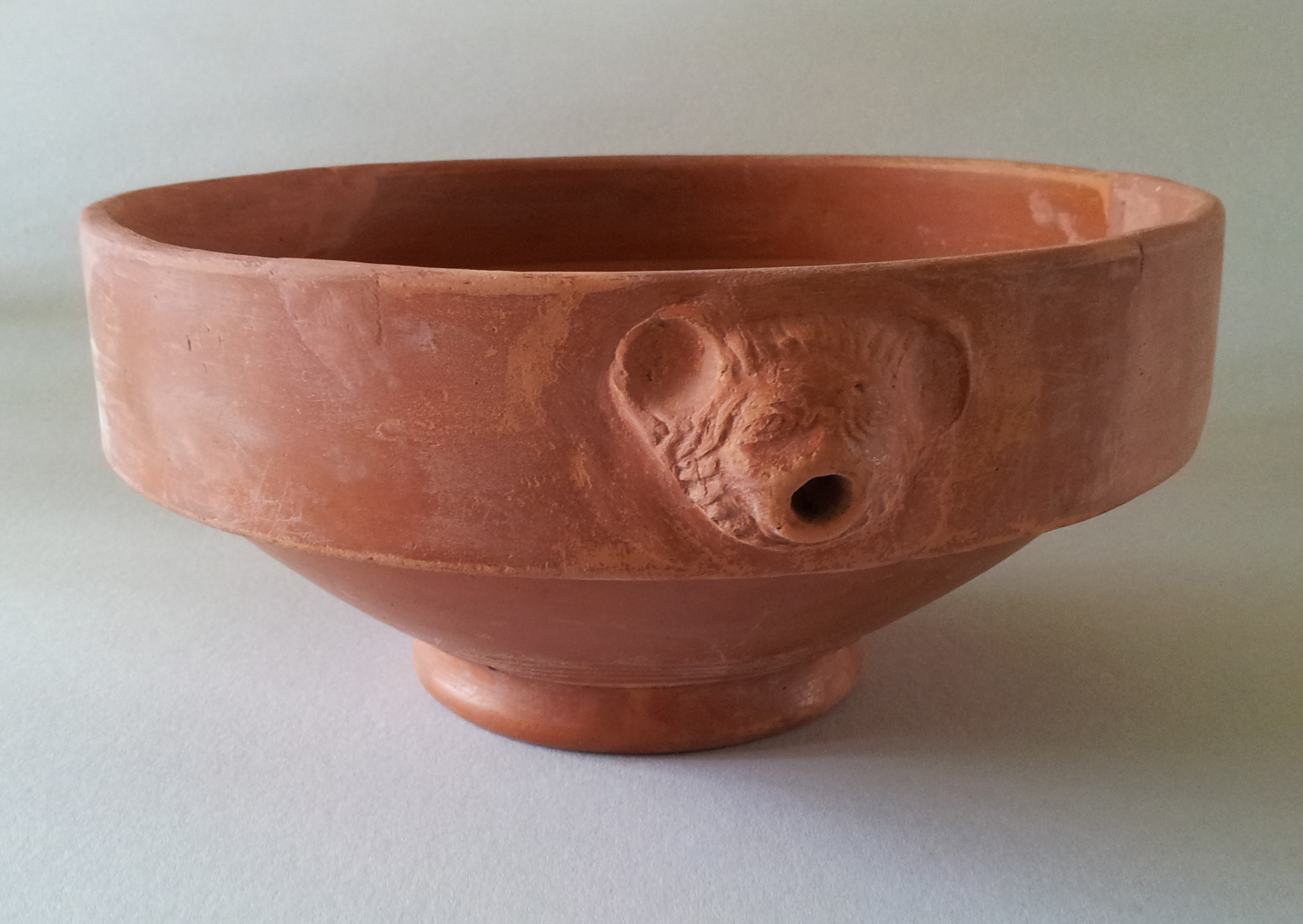
Terra-sigillata-Schale
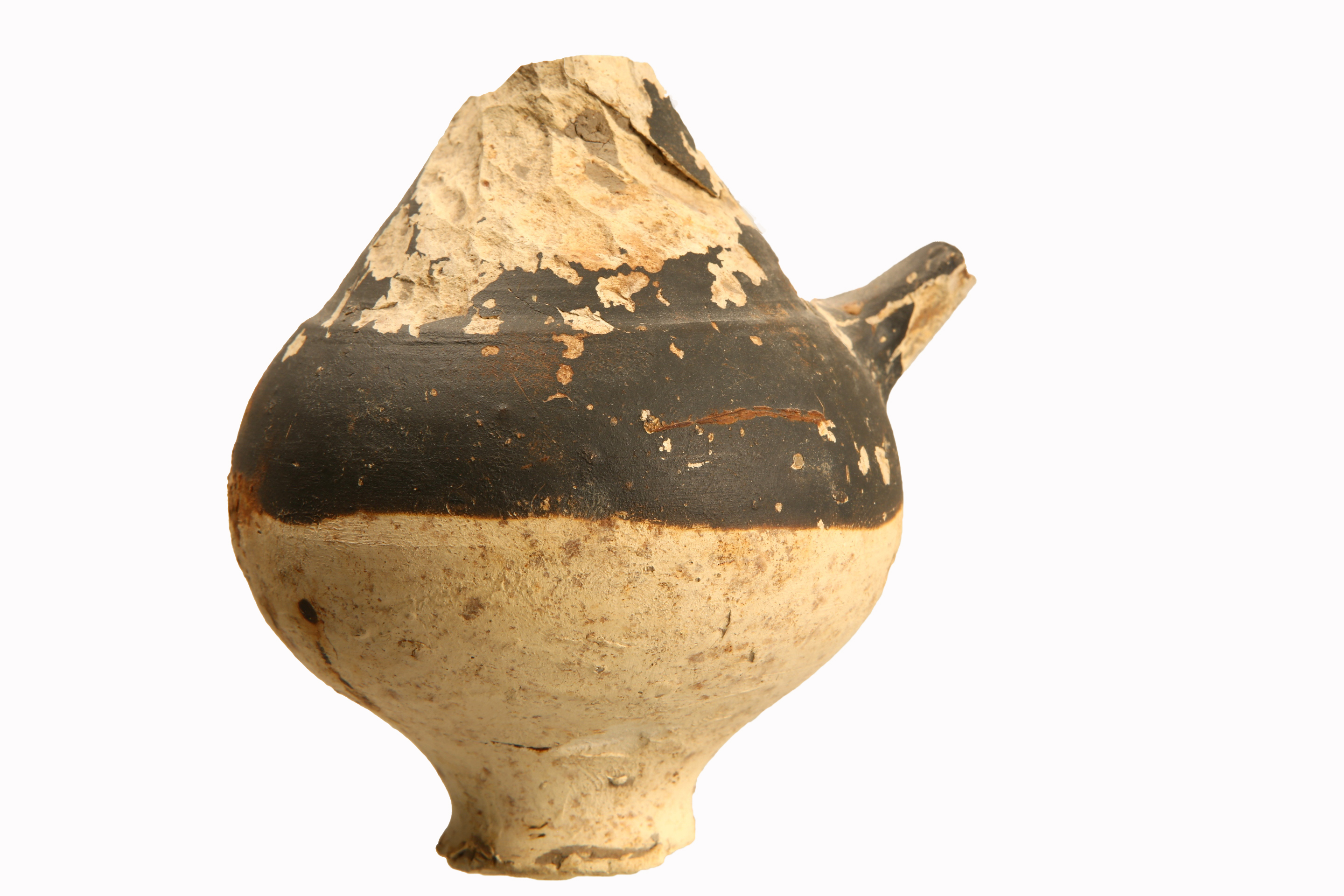
Saugfläschchen für Kleinkinder, Ende 2./Anfang 3. Jahrhundert

## Truppen
Neben den inschriftlich nachgewiesenen Truppen(teilen) der Cohors XV voluntarium civium Romanorum, der Legio XXX Ulpia Victrix und diverser Turmae, die kein einheitliches und abgeschlossenes Bild der Stationierungsgeschichte Nigrum Pullums erlauben, ist kaum etwas über die Besatzungen bekannt. Ausweislich von Funden wird vermutet, dass es sich bei einem Teil der Mannschaft der Periode III um Thraker gehandelt haben könnte.

Militärische Funde aus Nigrum Pullum
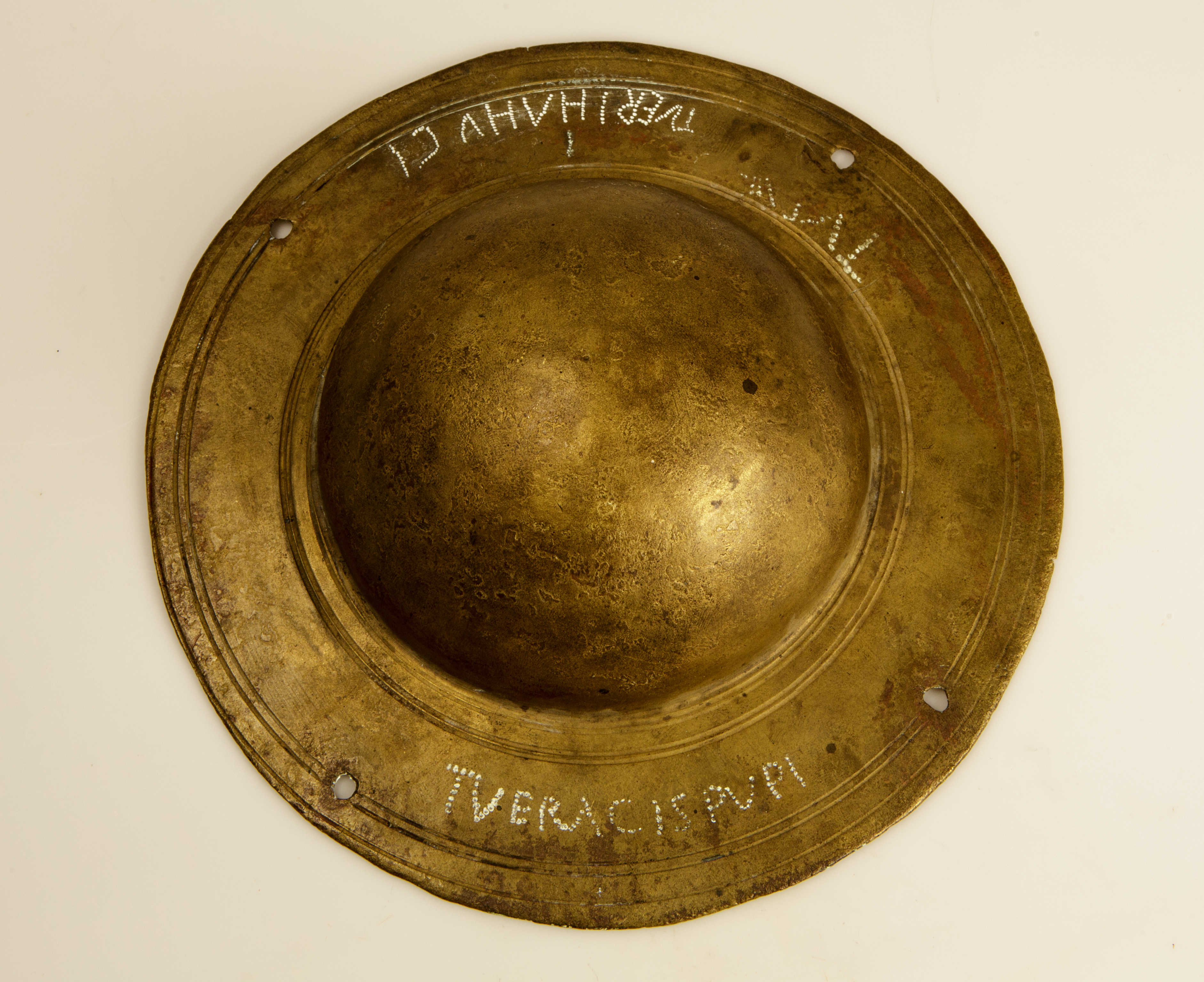
Bronzener Schildbuckel[10]  mit den eingepunzten Namen PVPVS und HAHVCVS[4] aus der Periode II
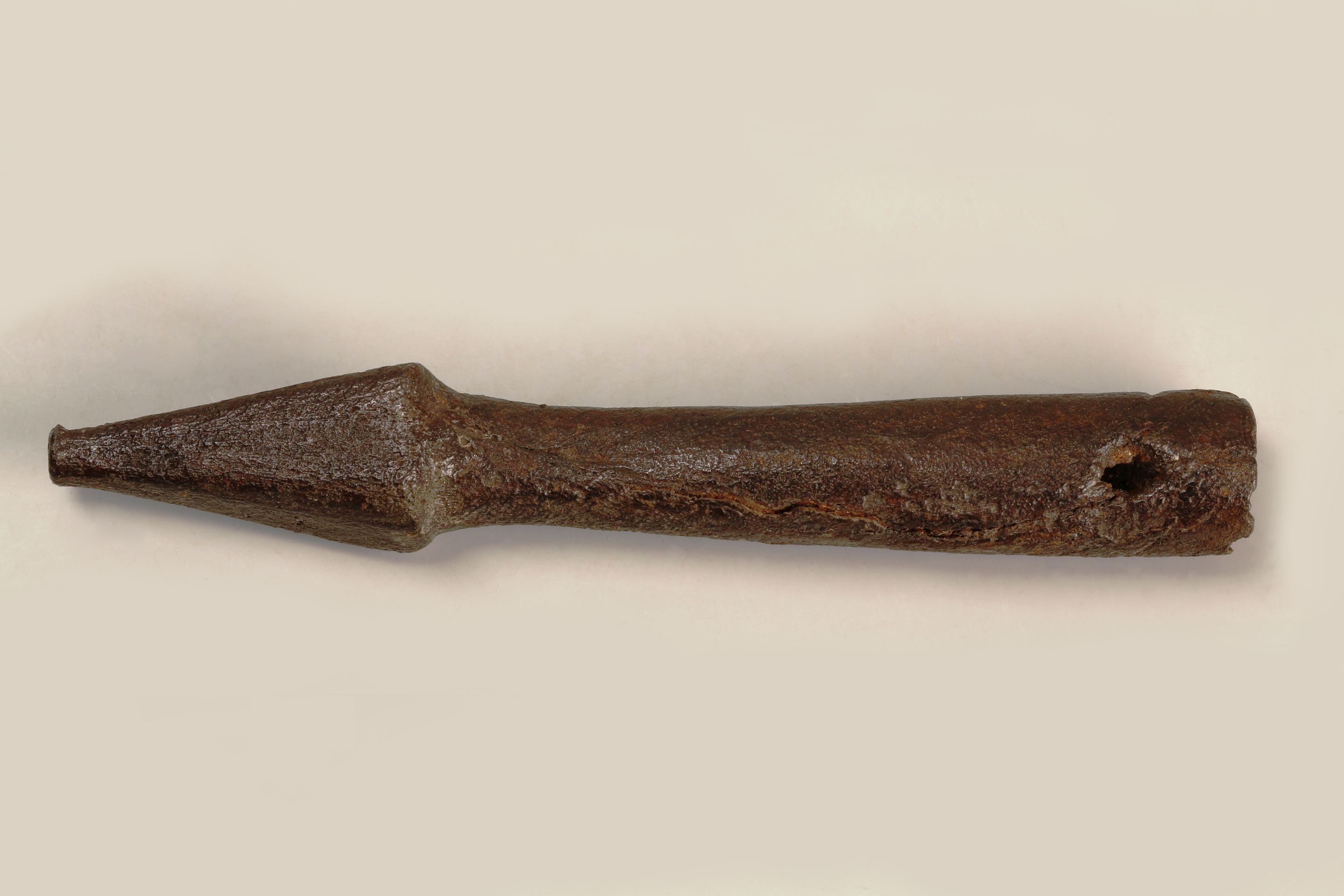
Eiserne Geschützspitze
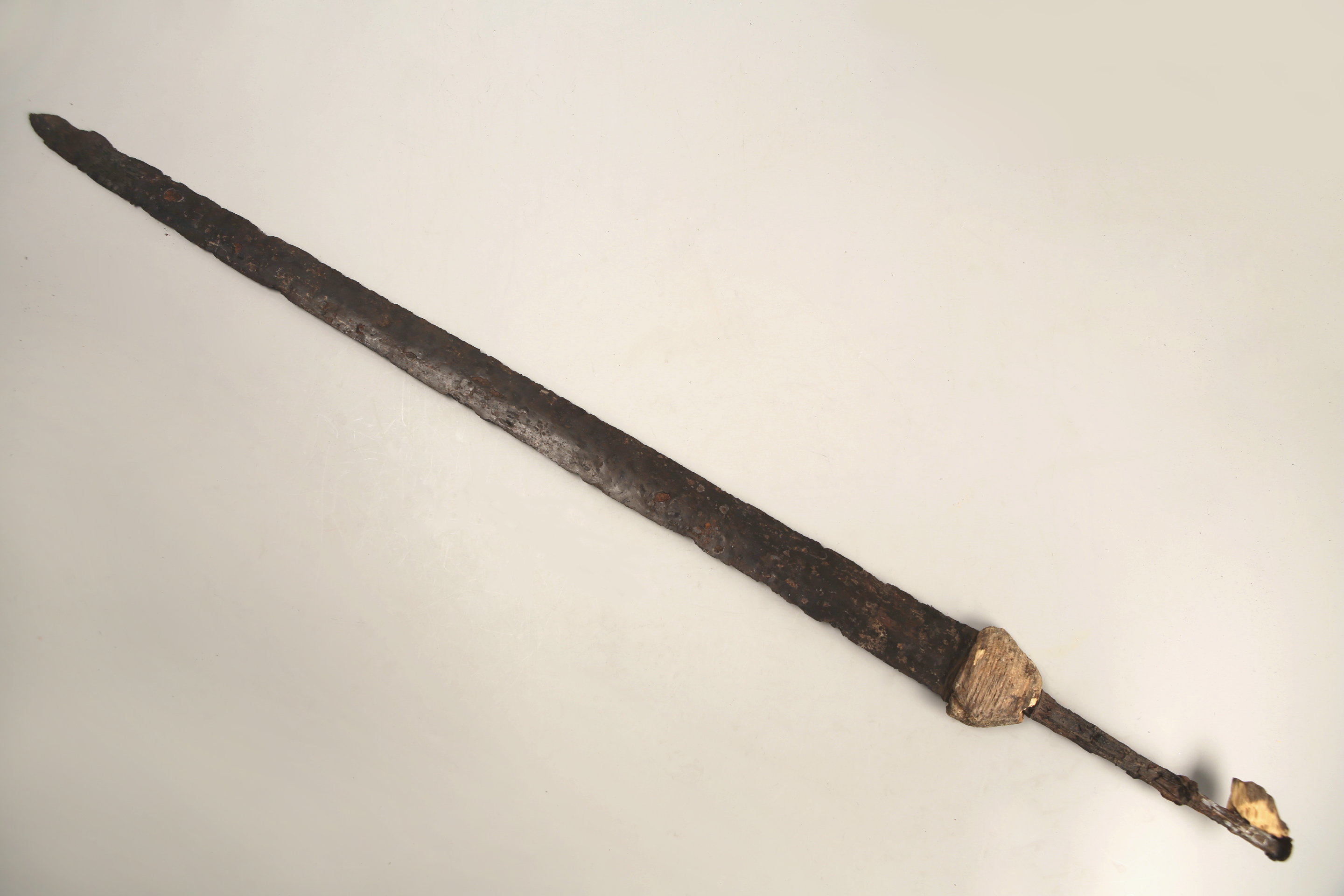
Eiserne Spatha
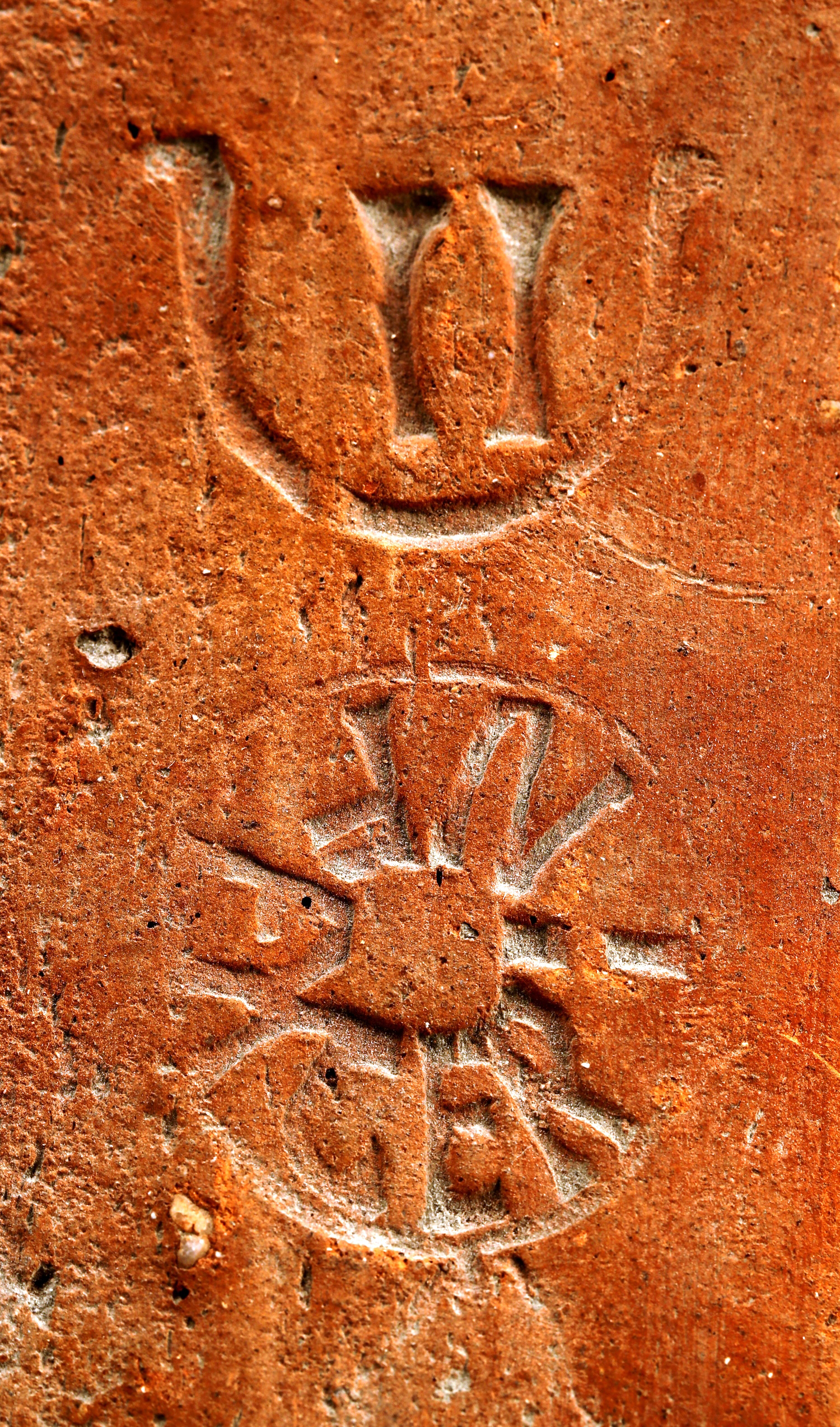
Stempel auf einer Imbrex: EXGERINF (EXercitus GERmanicus INFerior = Niedergermanisches Heer i. S. v. Heeresgruppe)

## Hafenanlagen und Schiffsfunde von Zwammerdam

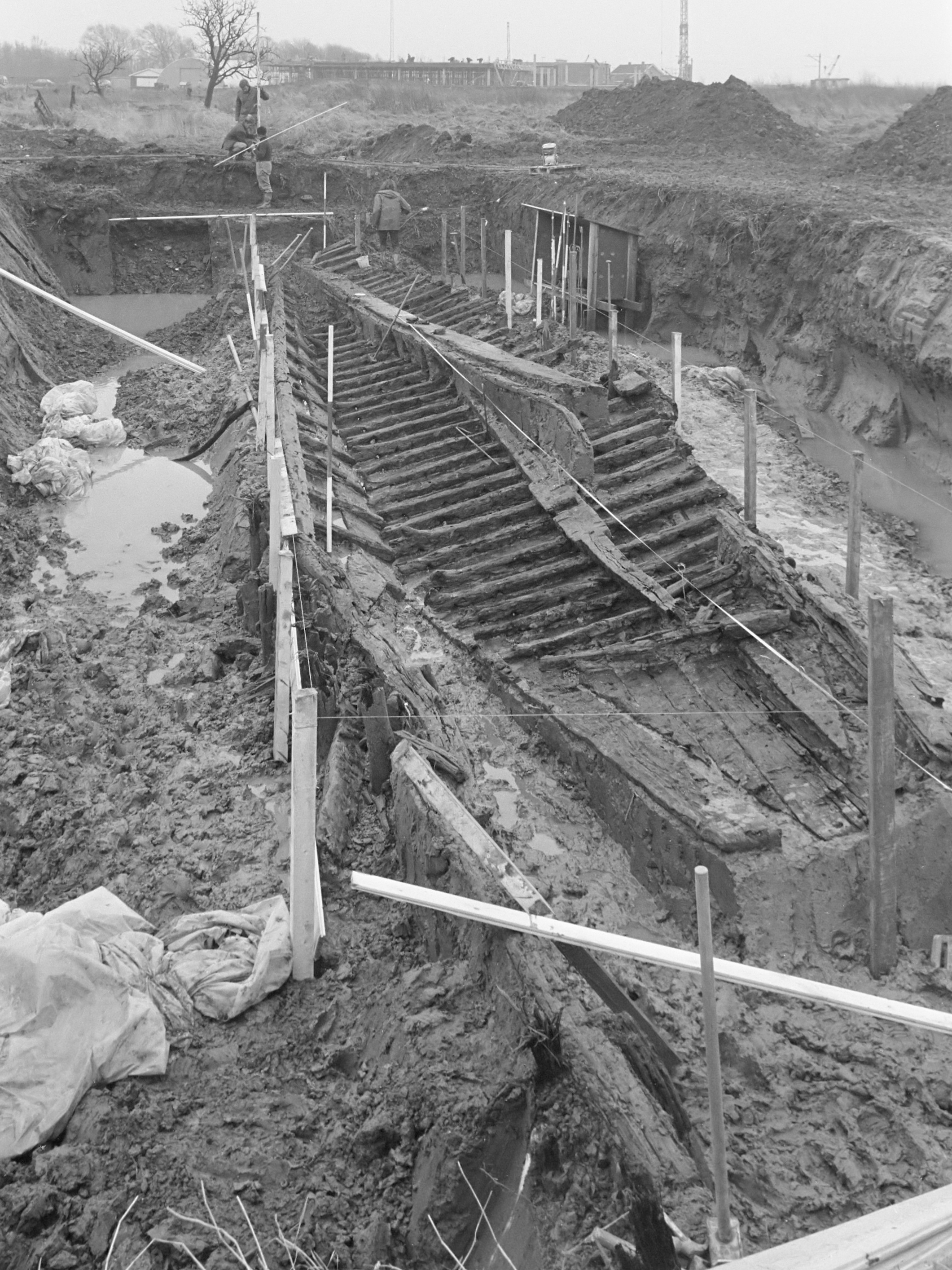
„Zwammerdam 2“ während der Ausgrabungen im Jahr 1972

Unmittelbar nördlich des Kastells befand sich das Ufer des Rheins, das an dieser Stelle auf einer Strecke von 500 Metern stark befestigt worden war. Die Kaianlagen wurden erstmals in flavischer Zeit errichtet und mussten im zweiten Jahrhundert – Verlagerungen des Strombettes folgend – noch zweimal verlegt werden. Nach einem ersten Zufallsfund im Jahr 1971 wurden bis 1974 unmittelbar vor den Uferbefestigungen insgesamt sechs römische Schiffe, davon drei kleinere Einbäume und drei größere Lastenkähne geborgen, die dort gesunken oder versenkt worden waren. Diese Entdeckung zählt neben den Schiffsfunden von Woerden und den Schiffsfunden von De Meern zu den bedeutendsten Fundplätzen römischer Schiffe in Nordwesteuropa. Die Einbäume waren alle aus Eichenstämmen gehauen, ihre Längen betrugen zwischen 5,48 m und 10,40 m. Die großen Schiffe waren ebenfalls aus Eichenholz gefertigt, ihre Längen beliefen sich auf 20,25 m bis 34 m, ihre Breiten auf 2,80 m bis 4,40 m. Durch dendrochronologische Untersuchungen und die keramischen Beifunde ließen sich die Schiffe auf einen Zeitraum zwischen Ende des ersten und Anfang des zweiten Jahrhunderts datieren.
- Siehe auch den Hauptartikel Schiffsfunde von Zwammerdam.

## Erhaltungszustand und museale Präsentation

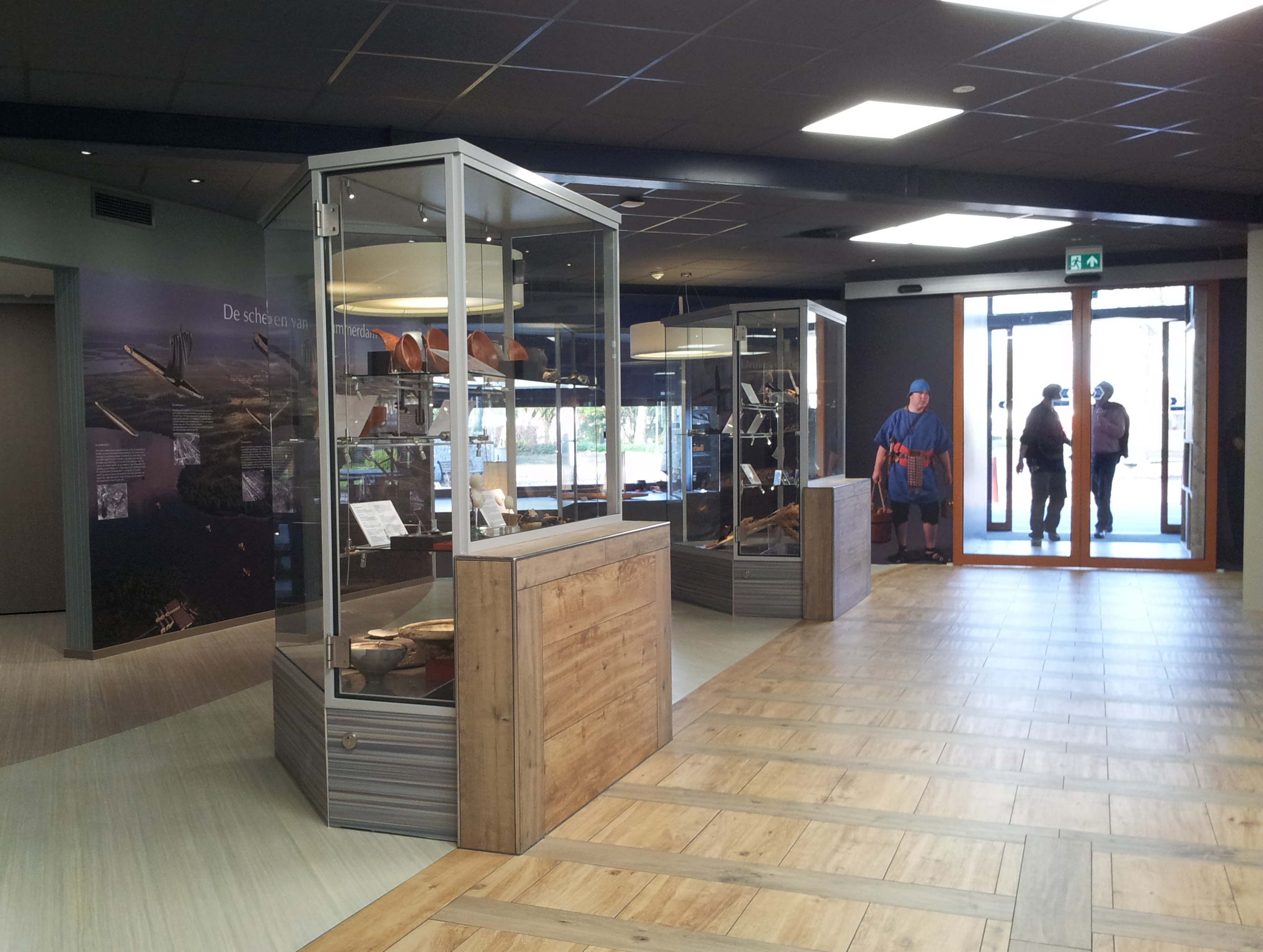
Limesbesucherzentrum in Zwammerdam

Die Grundrisse der Porta decumana und der Principia wurden an originaler Stelle mit Gabionen und Beton rekonstruiert. Ein Limesbesucherzentrum präsentiert Exponate aus Nigrum Pullum und informiert über das Auxiliarlager, den Vicus, die Hafenanlage und die Schiffsfunde von Zwammerdam. Eine weitere Ausstellung mit den Modellen aller Schiffe befindet sich im Grand Café „De Haven“ nahe der Fundstelle. Weitere Exponate befinden sich im Rijksmuseum van Oudheden in Leiden.
Auch im privatwirtschaftlich betriebenen „Archäologischen Themenpark Archeon“ im nahegelegenen Aalphen aan den Rijn werden Zwammerdam und seine römischen Relikte – wenn auch sehr „populärwissenschaftlich“ – präsentiert.
Ebenfalls auf dem Gelände des Archeon soll bis zum Jahr 2021 das ehrgeizige Projekt Zwammerdamschepen en Nationaal Romeins scheepvaartmuseum (Schiffe von Zwammerdam und Nationales Römisches Schifffahrtsmuseum) realisiert werden. Das Projekt steht im Zusammenhang mit der beantragten Anerkennung auch des Niedergermanischen Limes als UNESCO-Weltkulturerbe und soll alle sechs Schiffe, die zurzeit noch konserviert sind oder sich in Restaurationswerkstätten befinden, wieder am Ort ihrer Entdeckung zusammenführen und sichtbar machen.